# 2006年4月逝世人物列表
2006年逝世人物列表：1月 - 2月 - 3月 - 4月 - 5月 - 6月 - 7月 - 8月 - 9月 - 10月 - 11月 - 12月
2006年4月逝世人物列表，是用于汇总2006年4月期间逝世人物的列表。

## 依日期排序

### 1日
- Gary Dineen，62歲，加拿大冰球運動員和教練。[1]
- 安妮斯利·金斯福德（Annesley Kingsford），93歲，加拿大賽艇運動員和奧運選手。[2]
- 英丹，83歲，柬埔寨政治家。[3]
- 奧斯卡·特雷德韋爾（Oscar Treadwell），79歲，美國爵士電台記者和主持人。[4]

### 2日
- 安東尼·博蒙特-達克爵士，73歲，英國政治家，前保守黨議員。[5]
- 穆罕默德·馬格豪特（Mohammed al-Maghout），72歲，敘利亞詩人和劇作家。[6]
- 伯納德·塞加爾（Bernard Seigal），48歲，美國音樂家和散文家，藝名Buddy Blue，Beat Farmers的聯合創始人，心臟病發作。[7]
- 尼娜·馮·施陶芬貝格（Nina von Stauffenberg），92歲，希特勒潛在刺客的德國遺孀。[8]

### 3日
- 湯姆·亞伯克倫比（Tom Abercrombie），75歲，美國國家地理攝影師，心臟直視手術的併發症。[9]
- 小巴里·賓厄姆（Barry Bingham， Jr.），72歲，美國電視和廣播主管，《路易斯維爾信使雜誌》和《路易斯維爾時報》的前編輯和出版商。[10]
- 83歲的美國旅行推銷員盧·卡羅爾（Lou Carrol）將跳棋送給了理查·尼克森（Richard Nixon）。[11]
- 道格·庫姆斯（Doug Coombs），48歲，美國極限滑雪運動員，在法國阿爾卑斯山發生滑雪事故。[12]
- 伊萬·芬頓（Ewan Fenton），76歲，蘇格蘭足球運動員。[13]
- Martin Gilks，41歲，英國音樂家，The Wonder Stuff的前鼓手，摩托車事故。[14][15]
- 馬歇爾·戈德堡（Marshall Goldberg），88歲，美式橄欖球運動員，芝加哥紅雀隊的前NFL跑衛，因頭部受傷而出現併發症。[16]
- 阿爾伯特·哈克（Albert Harker），95歲，美國足球運動員，美國1934年FIFA世界盃足球隊最後倖存的成員。[17]
- 村上元三，96歲，日本小說家。[18]
- 沃爾特·裡斯托（Walter Ristow），97歲，紐約公共圖書館和國會圖書館的美國地圖館員。[19]
- 安德魯·斯塔克爵士，89歲，英國外交官，駐丹麥大使（1971-1976）。[20]
- 艾達·沃斯（Ida Vos），74歲，荷蘭作家。[21]

### 4日
- 玛丽·博伊斯（Mary Boyce），85歲，英國伊朗問題權威。[22]
- 托迪·伯恩（Toddie Byrne），71歲，愛爾蘭政治家。[23]
- 弗雷德·克裡斯滕森（Fred Christensen），84歲，二戰中的美國戰鬥機王牌。[24]
- 埃克哈德·達格（Eckhard Dagge），58歲，前德國WBC青少年中量級冠軍。[25]
- 羅伊·登曼爵士，81歲，英國公務員和外交官。[26]
- 鄧尼斯·唐納森（Denis Donaldson），55-56歲，英國前新芬黨（Sinn Féin）在斯托蒙特（Stormont）的負責人，英國雙重間諜，被發現在家中被槍殺。[27]
- 加里·格雷（Gary Gray），69歲，1940年代的美國兒童演員，癌症。[28]
- 約翰·德·庫爾西·愛爾蘭，94歲，愛爾蘭海事歷史學家和政治活動家。[29]
- 約翰·喬治·麥克勞德（John George Macleod），90歲，蘇格蘭醫生。[30]
- 尤爾根·索瓦爾德（Jürgen Thorwald），90歲，德國作家。[31]
- 維克里·特納（Vickery Turner），61歲，60年代的英國女演員。[32]
- 弗雷德里克·威廉姆斯（Frederick B. Williams），66歲，紐約市哈萊姆代禱教會的美國牧師。[33]

### 5日
- Alain de Boissieu，91歲，法國將軍，戴高樂的女婿。[34]
- J. B. Fuqua，87歲，美國企業家和慈善家。[35]
- 喬治·薩瓦拉·戈麥斯（George Savalla Gomes），90歲，巴西藝人，曾扮演小醜“Carequinha”。[36]
- 艾倫·卡普羅（Allan Kaprow），78歲，美國藝術家和藝術理論家，自然原因。[37]
- 阿曼多·拉布拉（Armando Labra），62歲，墨西哥經濟學家。[38]
- 帕斯誇萊·馬基（Pasquale Macchi），82歲，義大利羅馬天主教大主教，前教皇保羅六世的私人秘書。[39]
- 阿卜杜勒-薩拉姆·奧傑利（Abdul-Salam Ojeili），88歲，敘利亞小說家。[40]
- 吉恩·彼特尼（Gene Pitney），66歲，美國歌手和詞曲作者，心臟病。[41][42]

### 6日
- 奧古斯丁·布洛赫（Augustyn Bloch），76歲，波蘭作曲家和管風琴家。[43]
- 瑪姬·迪克森（Maggie Dixon），28歲，美國軍事學院美國女子籃球教練，心律失常。[44]
- 弗朗西斯·凱洛格（Francis L. Kellogg），89歲，美國外交官。[45]
- 萊斯利·諾裡斯（Leslie Norris），84歲，威爾士詩人，楊百翰大學教授。[46]

### 7日
- 羅傑·阿納爾德斯（Roger Arnaldez），94歲，法國伊斯蘭研究教授。[47]
- Bobbie Nudie，92歲，美國時裝設計師，Nudie Cohn的妻子。[48]
- 吉姆·克拉克（Jim Clack），58歲，美國橄欖球運動員，心臟病發作。[49]
- 阿達馬斯·戈洛德茨（Adamas Golodets），72歲，蘇聯足球運動員和經理。[50]
- Théogène Ricard，96歲，加拿大政治家。[51]

### 8日
- 亨利·路易（Henry Lewy），79歲，德裔美國音響工程師和唱片製作人。[52]
- 理查·珀爾曼（Richard Pearlman），68歲，美國戲劇和歌劇導演，美國藝術家抒情歌劇中心主任。[53]
- 傑拉德·里夫（Gerard Reve），82歲，荷蘭作家（《夜晚》《第四個人》），阿爾茨海默病。[54][55]
- Valentine Telegdi，84歲，匈牙利裔美國物理學家。[56]

### 9日
- 克利斯蒂安·康普頓（Christian Compton），76歲，美國法學家，弗吉尼亞州最高法院大法官。[57]
- 弗兰克·吉布尼（Frank Gibney），81歲，美國作家和亞洲記者。[58]
- 比利·希區柯克（Billy Hitchcock），89歲，美國職業棒球大聯盟內野手，教練，經理和球探，自然原因。[59]
- 羅賓·奧爾（Robin Orr），96歲，蘇格蘭古典作曲家和指揮家。[60]
- 吉米·奧特勞（Jimmy Outlaw），93歲，美國棒球三壘手/外野手。[61]
- 喬治·拉維里（Georges Rawiri），74歲，加蓬政治家，參議院議長和前外交部長。[62]
- 赫爾曼·希爾德（Hermann Schild），93歲，德國自行車手，全國冠軍（1954年）。[63]
- Vilgot Sjöman，81歲，瑞典電影導演（《我很好奇》（黃色）），腦出血併發症。[64]
- 娜塔莉亞·特羅伊茨卡婭（Natalia Troitskaya），55歲，俄羅斯歌劇女高音。[65]

### 10日
- 喬·法拉加利（Joe Faragalli），76歲，加拿大橄欖球聯盟（Canadian Football League）主教練，曾效力於薩斯喀徹溫省粗野騎士隊（Saskatchewan Roughriders）和埃德蒙頓愛斯基摩人隊（Edmonton Eskimos）。[66]
- 博納亞·戈達納（Bonaya Godana），54歲，肯亞政治家，飛機失事。[67]
- Jean Grosjean，93歲，法國詩人、作家和翻譯家。[68]
- 查理斯·亨德森（Charles Henderson）主教，81歲，愛爾蘭退休的英國南華克天主教輔助主教，KC*HS，癌症。[69]

### 11日
- 倫納德·多米特（Leonard Dommett），77歲，澳大利亞小提琴家和指揮家。[70]
- Les Foote，81歲，澳大利亞足球名人堂成員。[71]
- Siobhán O'Hanlon，43歲，北愛爾蘭新芬黨政治家，癌症。[72]
- Winand Osiński，92歲，波蘭奧運選手。[73]
- June Pointer，52歲，美國歌手，The Pointer Sisters前成員，肺癌。[74]
- Proof，32歲，美國說唱歌手（D-12），兇殺案。[75]
- 申相玉，80歲，韓國電影製片人，肝臟問題。[76]
- 謝爾蓋·捷列申科夫（Sergey Tereshchenkov），67歲，蘇聯奧運自行車運動員。[77]
- 安格斯·威爾斯（Angus Wells），63歲，英國小說作家。[78]

### 12日
- 穆赫辛·穆薩·馬特瓦利·阿特瓦（Muhsin Musa Matwalli Atwah），41歲，埃及武裝分子，被巴基斯坦軍隊殺害。[79]
- 理查·貝布（Richard Bebb），79歲，英國演員。[80]
- 威廉·斯隆·科芬（William Sloane Coffin），81歲，美國部長和和平活動家，充血性心力衰竭。[81]
- 安迪·邓肯（Andy Duncan），83歲，美國籃球運動員。[82]
- 寶琳娜·克恩伯格（Paulina Kernberg），71歲，智利出生的美國兒童精神病學家，康奈爾大學教授。[83]
- 黒木和雄，75歲，日本電影導演。[84]
- Shekhar Mehta，60歲，肯亞拉力賽車手，五次Safari拉力賽冠軍，國際汽聯世界拉力錦標賽委員會主席，與舊傷併發症有關的疾病。[85]
- Puggy Pearson，77歲，美國撲克玩家。[86]
- Albert E. Radford，88歲，美國植物學家。[87]
- Rajkumar，76歲，印度演員，心臟驟停。[88]
- 現年69歲的吳惠連（William Woo）是第一位擔任美國主要日報《聖路易斯郵報》（St. Louis Post-Dispatch）編輯的亞裔美國人，斯坦福大學（Stanford University）教授。[89]

### 13日
- 約翰·裡德（John Read），85歲，英國電視製片人和電影攝影師。[90]
- 穆里爾·斯派克夫人，88歲，英國小說家，（《讓·布羅迪小姐的黃金時代》）。[91]
- 布魯斯·韋伯（Bruce Weber），54歲，澳大利亞足球主管，曾任阿德萊德港足球俱樂部主席。
- 亞瑟·溫斯頓（Arthur Winston），100歲，美國洛杉磯縣大都會交通管理局雇員，以服務76年和100歲退休而聞名。[92]

### 14日
- 馬赫穆特·巴卡利（Mahmut Bakalli），70歲，科索沃阿爾巴尼亞族政治家。[93]
- 亨利·卡洛，馬恩島法學家。[94]
- A. B. A. Ghani Khan Choudhury，78歲，印度政治家。[95]
- 湯姆·弗格森（Tom Ferguson），62歲，美國醫生和作家。[96]
- 米格爾·雷亞爾（Miguel Reale），95歲，巴西法哲學家，心臟病發作。[97]
- Eberhardt Rechtin，80歲，美國電氣工程師和電信專家。[98]

### 15日
- 勞爾·科拉萊斯（Raúl Corrales），81歲，古巴攝影師。[99]
- 艾略特勳爵（Jago Eliot），40歲，英國貴族，衝浪者和網路藝術家，癲癇。[100]
- 卡勒姆·甘迺迪（Calum Kennedy），77歲，蘇格蘭傳統歌手。[101]
- Pavel Koutecký，49歲，捷克紀錄片製片人，意外墜落。[102]
- 路易絲·史密斯（Louise Smith），89歲，美國NASCAR賽車手，第一位入選國際賽車名人堂的女性，被稱為“賽車第一夫人”，癌症併發症。[103]
- Vusumzi Make，75歲，南非政治家

### 16日
- 弗朗西斯科·亞當（Francisco Adam），22歲，葡萄牙演員，交通事故。[104]
- 洛林·柏格（Lorraine Borg），82歲，美國棒球運動員（AAGPBL）[105]
- 菲力浦·卡斯泰利（Philippe Castelli），80歲，弗蘭奇演員。[106]
- 理查·埃克斯利（Richard Eckersley），65歲，英國平面設計師。[107]
- 莫頓·弗裡德古德（Morton Freedgood），93歲，美國作家（《佩勒姆一二三》），筆名約翰·戈迪（John Godey）。[108]
- 佈雷特·戈爾丁（Brett Goldin），27歲，南非演員，與27歲的朋友，時裝設計師理查·布魯姆（Richard Bloom）一起被爆頭身亡。[109]
- Poopak Goldarreh，34歲，伊朗女演員，交通事故。[110]
- 哈羅德·霍伍德（Harold Horwood），82歲，加拿大作家和前紐芬蘭政治家，癌症。[111]
- 斯蒂芬·馬歇爾（Stephen Marshall），20歲，美國雙重殺人犯，自殺。[112]
- 丹尼爾·謝弗（Daniel Schaefer），70歲，美國政治家，前科羅拉多州共和黨眾議員，1983年至1999年，癌症。[113]
- 傑克·西默（Jake Seamer），92歲，英國板球運動員。[114]
- 西爾維婭·卡奧斯（Silvia Caos），72歲，古巴裔墨西哥女演員。[115]

### 17日
- 讓·伯納德（Jean Bernard），98歲，法國血液學家。[116]
- 斯科特·巴西（Scott Brazil），50歲，美國電視製片人兼導演（《盾牌》），盧·格裡格病。[117]
- 彼得·吉百利（Peter Cadbury），88歲，英國企業家，英國商業電視廣播的創始人之一。[118]
- 埃爾福德·阿爾賓·塞德伯格，88歲，美國政治家，1953年至1978年擔任密歇根州前共和黨眾議員，密歇根州貝城前市長。[119]
- 亨德森·福賽斯（Henderson Forsythe），88歲，美國演員（《世界轉動時》）。[120]
- 亞瑟·赫茨伯格（Arthur Hertzberg），84歲，波蘭出生的美國拉比和猶太教學者。[121]
- Vaishnavi，20歲，印度寶萊塢女演員，自殺。[122]

### 18日
- Bindhyabasini Devi，86歲，印度民謠歌手。[123]
- 肯·鐘斯（Ken Jones），84歲，威爾士橄欖球聯盟球員，威爾士和英國獅子橄欖球聯盟球員，奧林匹克銀牌。[124]
- 約翰·萊爾，66歲，西漢姆聯足球俱樂部和伊普斯維奇鎮足球俱樂部的英國足球經理，心臟病發作。[125]
- 格雷迪·麥克維尼（Grady McWhiney），77歲，美國歷史學家。[126]
- 迪克·洛克威爾（Dick Rockwell），85歲，美國漫畫家，史蒂夫·峽谷（Steve Canyon）的助手，諾曼·洛克威爾（Norman Rockwell）的侄子。[127]

### 19日
- 約翰·科斯格羅夫（John F. Cosgrove），56歲，美國政治家，佛羅里達州眾議院議員。[128]
- 斯科特·克羅斯菲爾德，84歲，美國X-15試飛員，飛機失事。[129]
- 鮑勃·多夫（Bob Dove），85歲，美國NFL防守邊鋒，大學橄欖球名人堂成員。[130]
- 安德列斯·瑪麗亞·盧比奧·加西亞（AndrésMaríaRubio Garcia），81歲，烏拉圭羅馬天主教主教。[131]
- June Knox-Mawer，75歲，英國作家和電臺廣播員。[132]
- 艾倫·庫茲瓦約（Ellen Kuzwayo），91歲，南非作家，反種族隔離活動家，國會議員，糖尿病。[133]
- 伊恩·莫羅爵士，93歲，英國會計師和商人。[134]

### 20日
- 丛飞，37岁，深圳男歌手，曾獲選2005年感动中国年度人物。
- 凱薩琳·安東內利（Kathleen Antonelli），85歲，愛爾蘭計算機程式師，ENIAC最初的計算機程式師之一，癌症。[135]
- Cy Bahakel，87歲，美國媒體大亨。[136]
- 小斯坦利·希勒（Stanley Hiller， Jr.），81歲，美國直升機設計師。[137]
- 伊戈爾·庫列裡奇（Igor Kuljerić），68歲，克羅埃西亞作曲家和指揮家。[138]
- 米格爾·扎卡里亞斯·諾蓋姆（Miguel Zacarías Nogaim），101歲，墨西哥電影導演。[139]
- 安娜·斯維德斯基（Anna Svidersky），17歲，俄羅斯少年，在麥當勞工作時被謀殺，被刺傷。[140]
- 沃爾夫岡·昂齊克（Wolfgang Unzicker），80歲，德國國際象棋特級大師。[141]
- 羅伯特·韋格曼（Robert Wegman），87歲，美國商人，韋格曼食品市場公司（Wegmans Food Markets， Inc.）董事長兼前首席執行官，慈善家。[142]

### 21日
- 理查·貝利斯爵士，89歲，英國醫生，女王醫生（1973-1981）。[143]
- 雅各·科夫科（Jacob Kovco），25歲，第一位在伊拉克遇難的澳大利亞國防軍軍人。[144]
- T. K. Ramakrishnan，84歲，印度政治家。[145]
- Telê Santana，74歲，巴西足球教練，腸道感染併發症。[146]

### 22日
- Henriette Avram，86歲，美國圖書館系統分析師，開發了 MARC 編目格式。[147][148]
- 埃德·大衛斯（Ed Davis），89歲，美國加利福尼亞州參議員，前洛杉磯警察局長（1969-1978）。[149]
- 恩里克塔·哈裡斯（Enriqueta Harris），95歲，英國藝術史學家。[150]
- 諾比·勞頓，65歲，英國足球運動員，中場球員，普雷斯頓北區前隊長，癌症。[151]
- 喬比·努塔拉克（Jobie Nutarak），58歲，加拿大政治家，雪地摩托事故。[152]
- Satyadeow Sawh，50歲，圭亞那漁業、農作物和畜牧業部長。被蒙面槍手射殺。[153][154]
- 羅尼·索克斯（Ronnie Sox），67歲，美國飆車先驅。[155]
- Alida Valli，84歲，義大利女演員（《第三個人》）。[156][157][158]
- Fausto Vitello，59歲，阿根廷裔美國商人和雜誌出版商，滑板雜誌Thrasher的創始出版商，心臟病發作。[159]

### 23日
- 加法爾·巴巴（Ghafar Baba），81歲，馬來西亞前副總理。[160]
- 蘇珊·布朗寧（Susan Browning），65歲，美國女演員。[161]
- 哈維·布洛克（Harvey Bullock），84歲，美國電視編劇和製片人（《愛之船》、《愛》、《美國風格》）。[162]
- Johnny Checketts，94歲，紐西蘭二戰飛行王牌。[163]
- 威利·芬尼根（Willie Finnigan），93歲，蘇格蘭足球運動員（希伯尼安足球俱樂部）。[164]
- 鮑裡斯·弗蘭克爾（Boris Fraenkel），85歲，法國托洛茨基主義者。[165]
- 巴里·吉布斯（Barry Gibbs），73歲，南澳大利亞板球官員。[166][167]
- 威廉·戈特利布（William Gottlieb），89歲，美國爵士樂攝影師。[168][169]
- 詹妮弗·傑恩（Jennifer Jayne），74歲，英國電視和電影女演員（《威廉·泰爾歷險記》）。[170]
- 弗洛倫斯·瑪律斯（Florence Mars），83歲，美國民權活動家，《費城見證人》（Witness in Philadelphia）一書的作者。[171][172]
- 伊恩·尼爾森（Ian Nelson），50歲，英國薩克斯管和單簧管音樂家，在睡夢中去世。[173]
- David Peckinpah，54歲，美國電視製片人兼導演（Silk Stalkings，Sliders，Beauty and the Beast），心臟病發作。 [174]
- 菲爾·瓦爾登（Phil Walden），66歲，美國摩羯座唱片公司創始人，癌症。[175]
- 以撒·威特金（Isaac Witkin），69歲，南非出生的美國雕塑家。[176]

### 24日
- 埃裡克·伯格曼（Erik Bergman），94歲，芬蘭作曲家。[177]
- 彼得·埃利斯（Peter Ellis），58歲，英國電視導演。[178]
- 47歲的孟加拉婦女活動家、行動援助組織主任納斯林·佩爾文·胡克（Nasreen Pervin Huq）被車撞。[179]
- 布萊恩·拉博恩（Brian Labone），66歲，英格蘭足球運動員，埃弗頓和英格蘭球員，心臟病發作。[180]
- 邦妮·歐文斯（Bonnie Owens），76歲，美國鄉村音樂歌手。[181]
- 吉米·沙曼（Jimmy Sharman），94歲，澳大利亞拳擊團主持人。[182]
- Rajkumar 博士，76歲，傳奇印度卡納達語電影演員，心臟病發作。
- Sibby Sisti，85歲，美國職業棒球大聯盟球員，效力於波士頓勇士隊。[183]
- 史蒂夫·斯塔夫羅（Steve Stavro），78歲，加拿大雜貨店大亨，多倫多楓葉隊（Toronto Maple Leafs）的前老闆，心臟病發作。[184]
- 摩西·泰特爾鮑姆（Moshe Teitelbaum），91歲，匈牙利出生的哈西德派（Hasidic rebbe），來自世界上最大的哈西德猶太團體之一薩特瑪律（Satmar）。[185]

### 25日
- 羅納德·戈德伍德（Ronald Girdwood），89歲，蘇格蘭醫生。[186]
- 約瑟夫·S·伊斯曼（Joseph S. Iseman），89歲，美國律師、教育家、本寧頓學院前校長，心臟驟停。[187]
- 简·雅各布斯（Jane Jacobs），89歲，美國出生的加拿大城市活動家和作家（《美國大城市的死與生》），中風。[188]
- 約翰·克爾（John Kerr），81歲，愛爾蘭民謠歌手。
- Peter Law，58歲，威爾士政治家，獨立議員和AM，腦瘤。[189]
- Tabe Slioor，79歲，芬蘭社交名媛。[190]

### 26日
- 摩西·哈爾伯斯塔姆（Moshe Halberstam），74歲，以色列拉比，Tshakava Yeshivah院長，耶路撒冷Edah Charedis Rabbinical Court的傑出成員。[191]
- 達里爾·麥克（Daryl Mack），47歲，美國被定罪的殺人犯，被注射死刑。[192]
- Yuval Ne'eman，80歲，以色列物理學家，以色列航太局創始人，科學部長，特拉維夫大學校長。[193]
- 拉斯·斯旺（Russ Swan），42歲，美國前美國職業棒球大聯盟投手（因摔倒受傷）。[194]

### 27日
- 瓦茨瓦夫·拉托查（Wacław Latocha），69歲，波蘭奧運自行車運動員。[195]
- 派特·馬斯登（Pat Marsden），69歲，加拿大體育解說員，肺癌。[196]
- 斯特裡尼·穆德利（Strini Moodley），60歲，南非黑人意識運動的創始成員。[197]
- Kay Noble-Bell，65歲，美國摔跤手。[198]
- 裘莉婭·索恩（Julia Thorne），61歲，美國作家，約翰·克里（John Kerry）的第一任妻子，膀胱癌。[199]
- 梅爾·湯姆（Mel Tom），64歲，美式橄欖球運動員，心力衰竭。[200]
- 亞歷山大·布爾·特羅布裡奇，76歲，美國政治家和商人，1967年至1968年擔任美國總統林登·詹森（Lyndon B. Johnson）的商務部長，曾任全國製造商協會主席。[201]

### 28日
- 海倫·阿姆斯壯，63歲，美國音樂會小提琴家。[202]
- 安赫爾·貝里奧斯（Ángel O. Berríos），69歲，波多黎各工程師，卡瓜斯前市長，心力衰竭。[203]
- 史蒂夫·豪（Steve Howe），48歲，美國前美國職業棒球大聯盟投手，車禍。[204]
- Jan Koetsier，94歲，荷蘭作曲家和指揮家。[205]
- Ben-Zion Orgad，80歲，以色列作曲家，癌症。[206]
- M. G. G. Pillai，67歲，馬來西亞記者和政治活動家，心臟併發症。[207]

### 29日
- 席德·巴倫（Sid Barron），88歲，加拿大漫畫家。以飛過頭頂的雙翼飛機而聞名，上面寫著“溫和，不是嗎”。[208]
- 約翰·肯尼斯·加爾佈雷思（John Kenneth Galbraith），97歲，美國經濟學家和作家（《富裕社會》），自然原因。[209]
- 艾伯塔·尼爾森（Alberta Nelson），68歲，美國女演員，以1960年代的海灘派對電影為名。[210]
- 費利克斯·西比（Félix Siby），64歲，加蓬政治家和前政府部長。[211]
- 約翰·特雷弗（John Trever），90歲，美國學者，在耶路撒冷拍攝死海古卷。[212]
- 阿爾文·懷特（Alvin S. White），87歲，美國試飛員。[213]

### 30日
- 傑伊·伯恩斯坦（Jay Bernstein），69歲，美國好萊塢公關人員。[214]
- 巴里·德里斯科爾（Barry Driscoll），79歲，英國雕塑家和畫家，癌症。[215]
- 讓-法蘭索瓦·雷維爾（Jean-François Revel），82歲，法國哲學家。[216]
- Corinne Rey-Bellet，33歲，瑞士高山滑雪運動員，被槍殺。[217]
- 威廉（比爾）羅伯茨，105歲，英國第一次世界大戰老兵。[218]
- 摩西·什穆埃爾·夏皮羅（Moshe Shmuel Shapiro），88歲，白俄羅斯出生的拉比和以色列Yeshivas Be'er Yaakov的Rosh Yeshiva。[219]
- 保羅·斯皮格爾（Paul Spiegel），68歲，德國猶太人中央委員會主席，自然原因。[220]
- Pramoedya Ananta Toer，81歲，印尼作家。[221]
- 比阿特麗斯·謝里丹（Beatriz Sheridan），71歲，墨西哥女演員兼導演。[222]